# Kopački rit
Park przyrody Kopački rit (chorw. Park prirode Kopački rit) – obszar chronionego krajobrazu we wschodniej Chorwacji i częściowo w Serbii; ochroną objęte są mokradła nad Dunajem i Drawą.

## Geografia
Park znajduje się w Baranji, na północny wschód od Osijeku, przy granicy z Serbią. Leży w większości na prawym brzegu Dunaju (część serbska jest na lewym brzegu), od południa ogranicza go rzeka Drawa. Obszar parku wynosi 23 891 ha, z czego 7 143 ha stanowi Specjalny Rezerwat Zoologiczny. Jest to jedno z największych i najlepiej zachowanych mokradeł nadbrzeżnych w Chorwacji i jedno z największych mokradeł śródlądowych Europy.

## Historia
Obszar jest chroniony prawnie od 1967 roku i objęty konwencją ramsarską od 1993 roku. Przez większość lat 90. XX wieku park pozostawał zamknięty dla odwiedzających, był wówczas kontrolowany przez Serbów (graniczy z serbską Wojwodiną) lub wojska Organizacji Narodów Zjednoczonych. Obszar został wówczas zaminowany i prowadzono jego rozbrajanie jeszcze w 2016 roku. W 2012 roku rekomendowano uwzględnienie parku na liście światowego dziedzictwa UNESCO w ramach Rezerwatu Biosfery Mura-Drawa-Dunaj, utworzenie tegoż nastąpiło w 2021 roku i jego obszar objął również park Kopački Rit. 
Siedziba parku znajduje się w Bilje. Prezesem zarządu parku jest Zoran Jukić.

## Przyroda
Na terenie parku występują powodzie (park jest zalany średnio 99 dni w roku), a wahania poziomu wód mogą wynosić nawet 8 m. Mokradła parku stanową ważną ostoję ptactwa. Zaobserwowano tu 285 gatunków ptaków, z czego 140 z nich gniazduje w parku. Doliczono się łącznie 2300 gatunków organizmów zamieszkujących park.

## Turystyka
Po parku najlepiej poruszać się łódką; dla odwiedzających są organizowane wycieczki ornitologiczne małymi łódkami. W przypadku szlaków pieszych należy unikać zbaczania z nich z uwagi na możliwość natrafienia na miny. Organizowane są także objazdowe wycieczki autobusowe po parku.

## Galeria

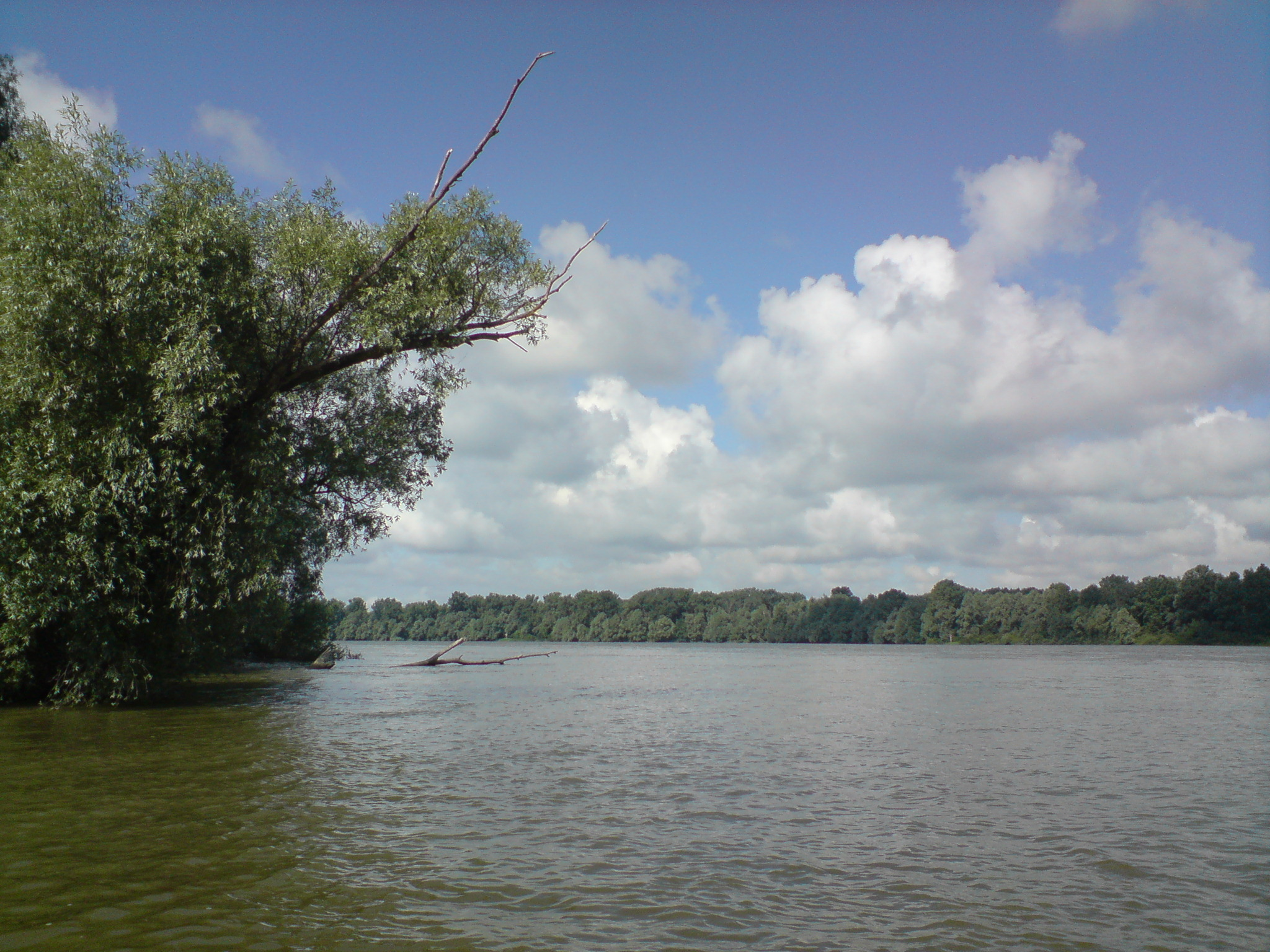
Dunaj w okolicy Apatina
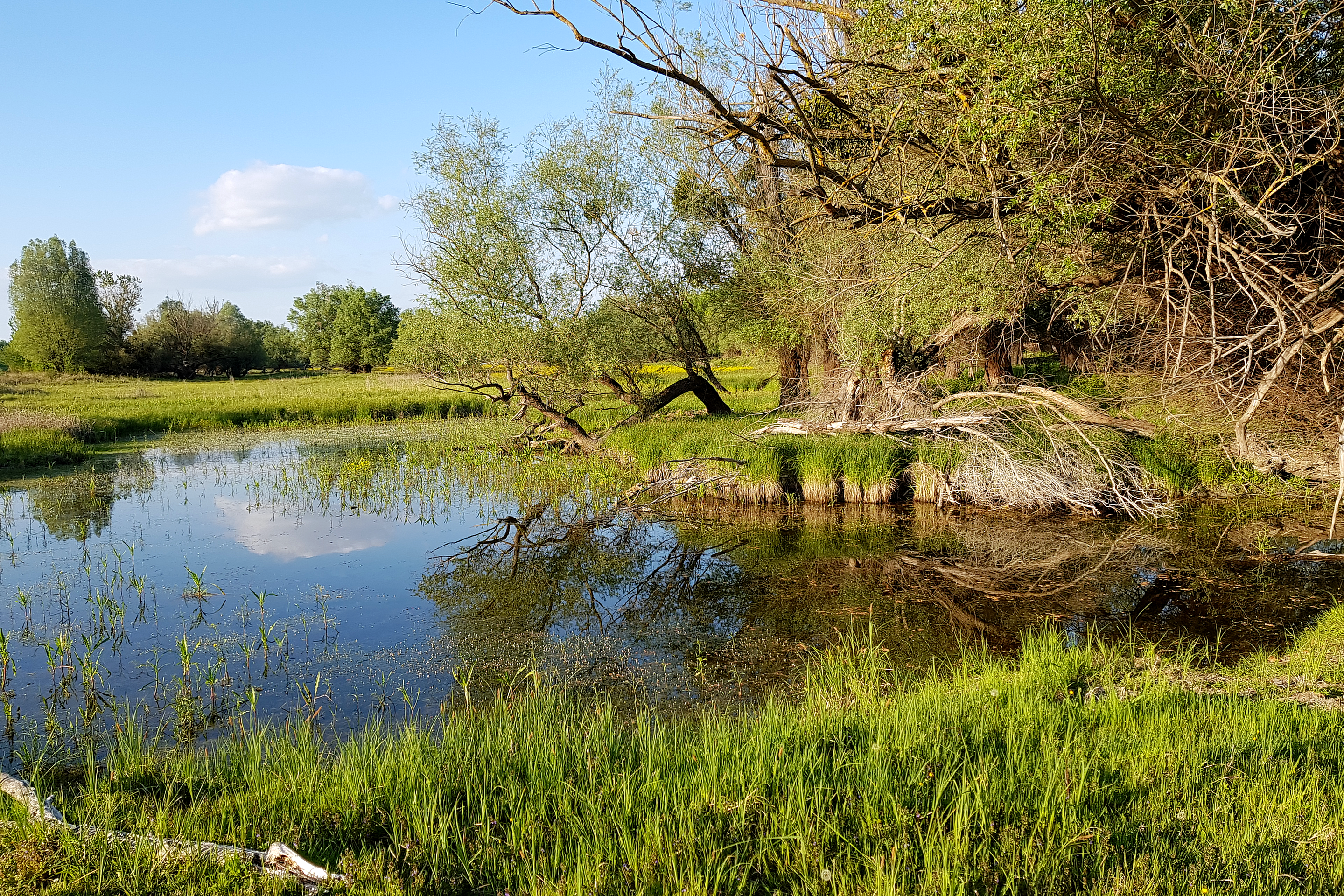
Las łęgowy
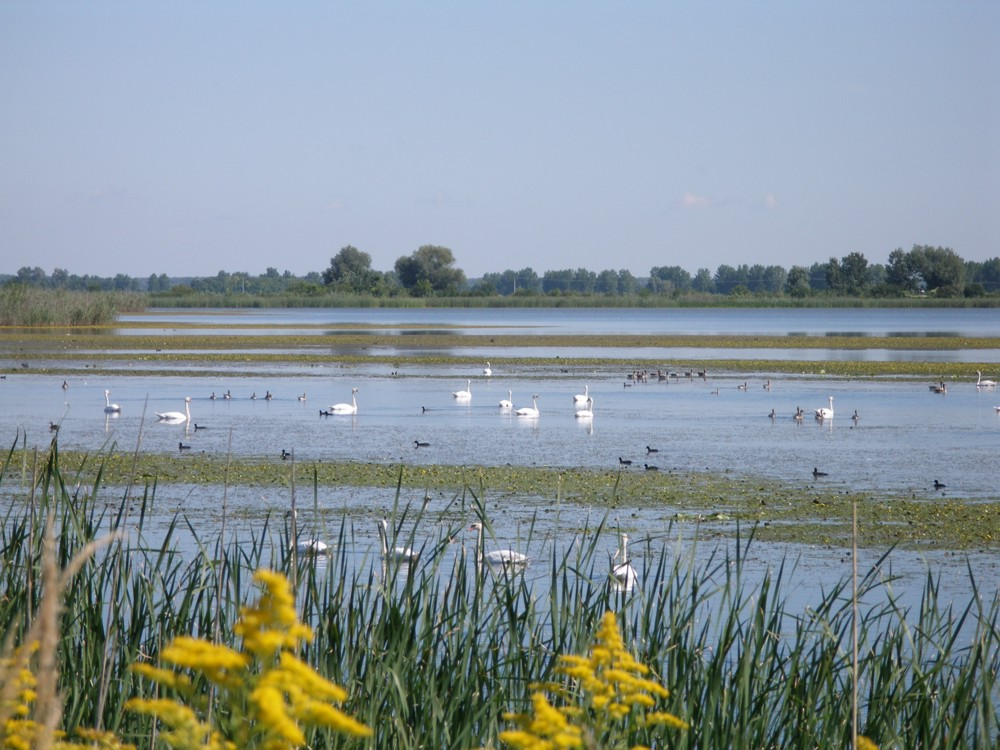
Ptaki wodne
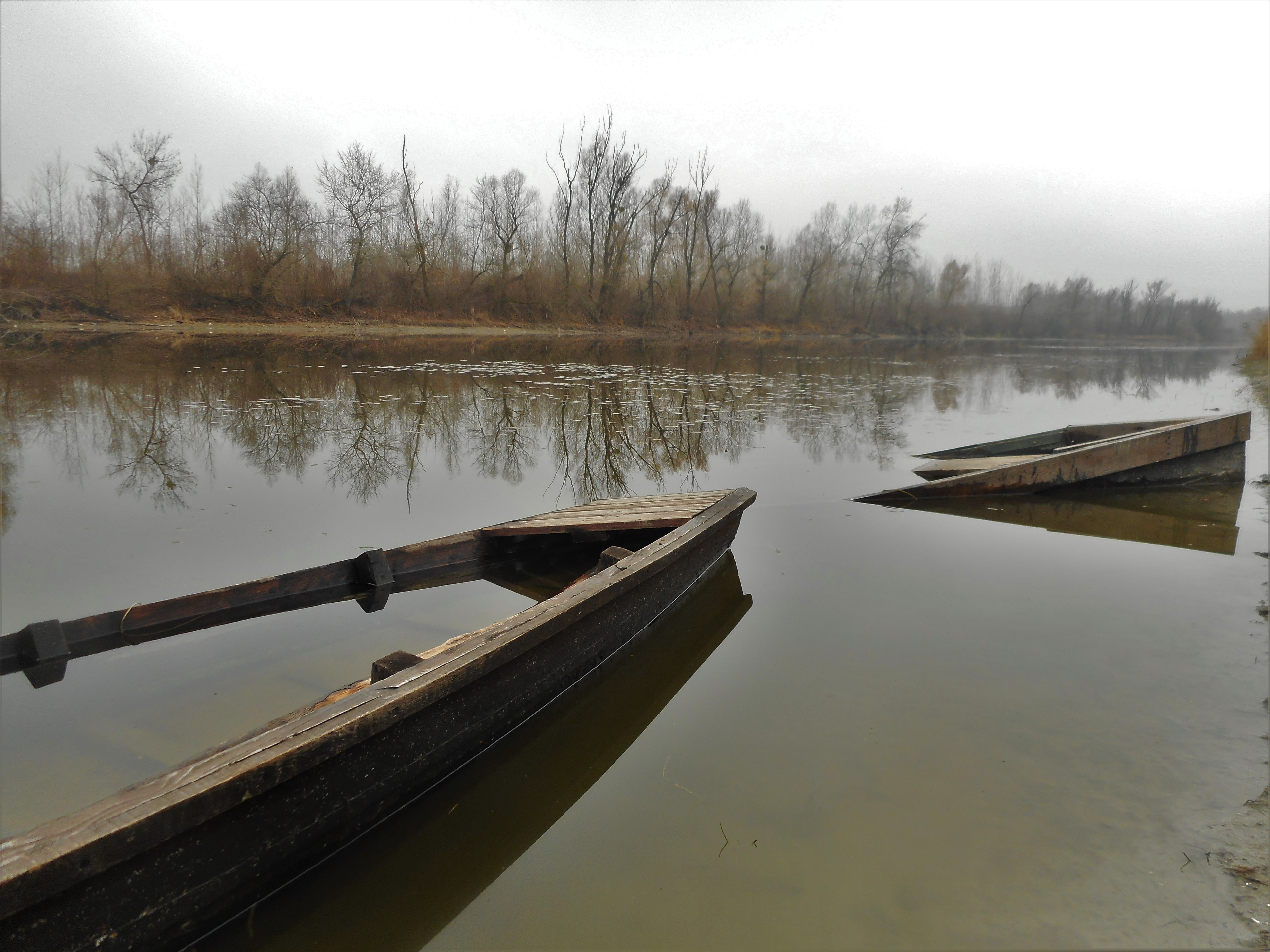
Czapla siwa
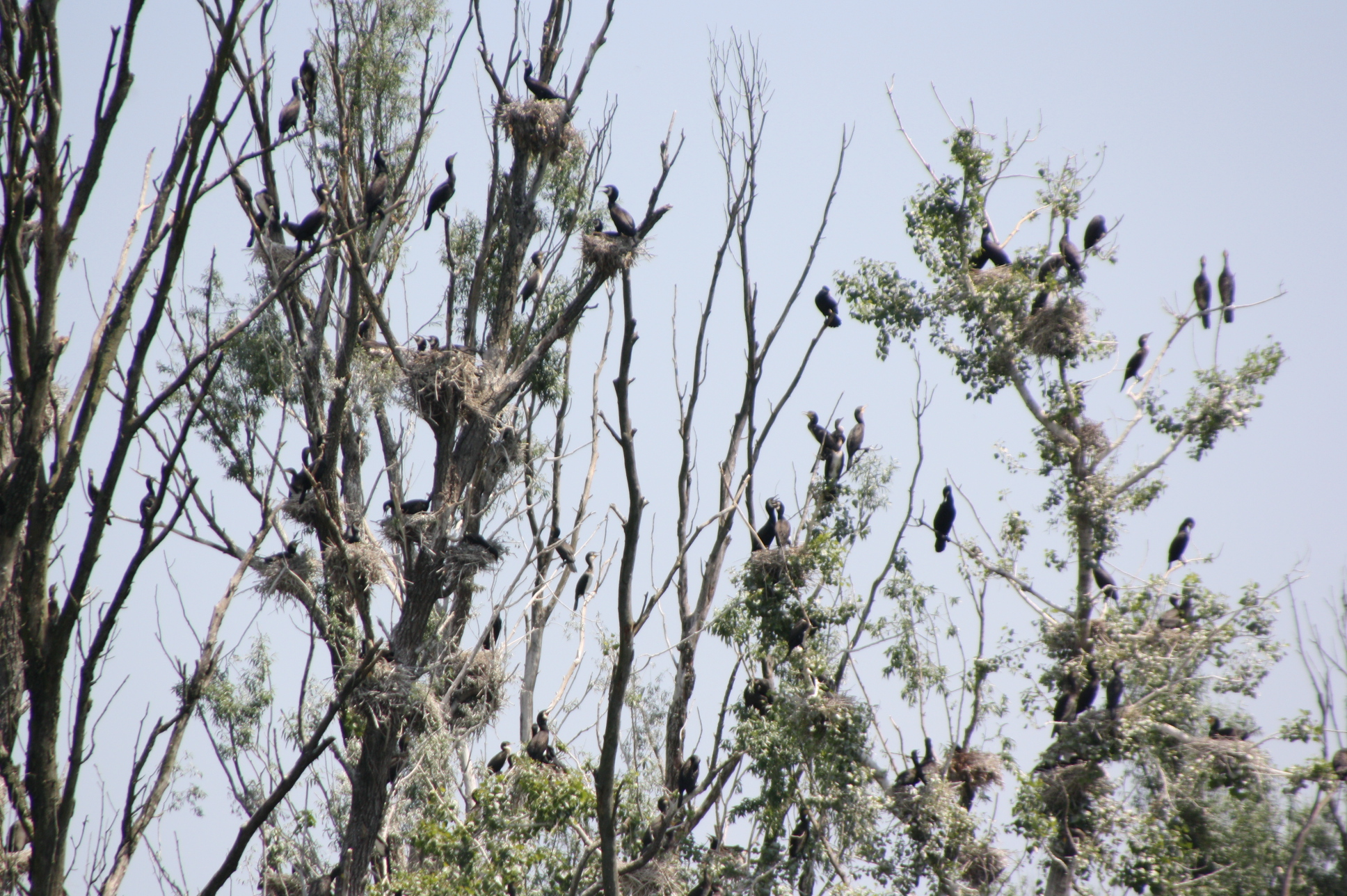
Gniazda kormoranów
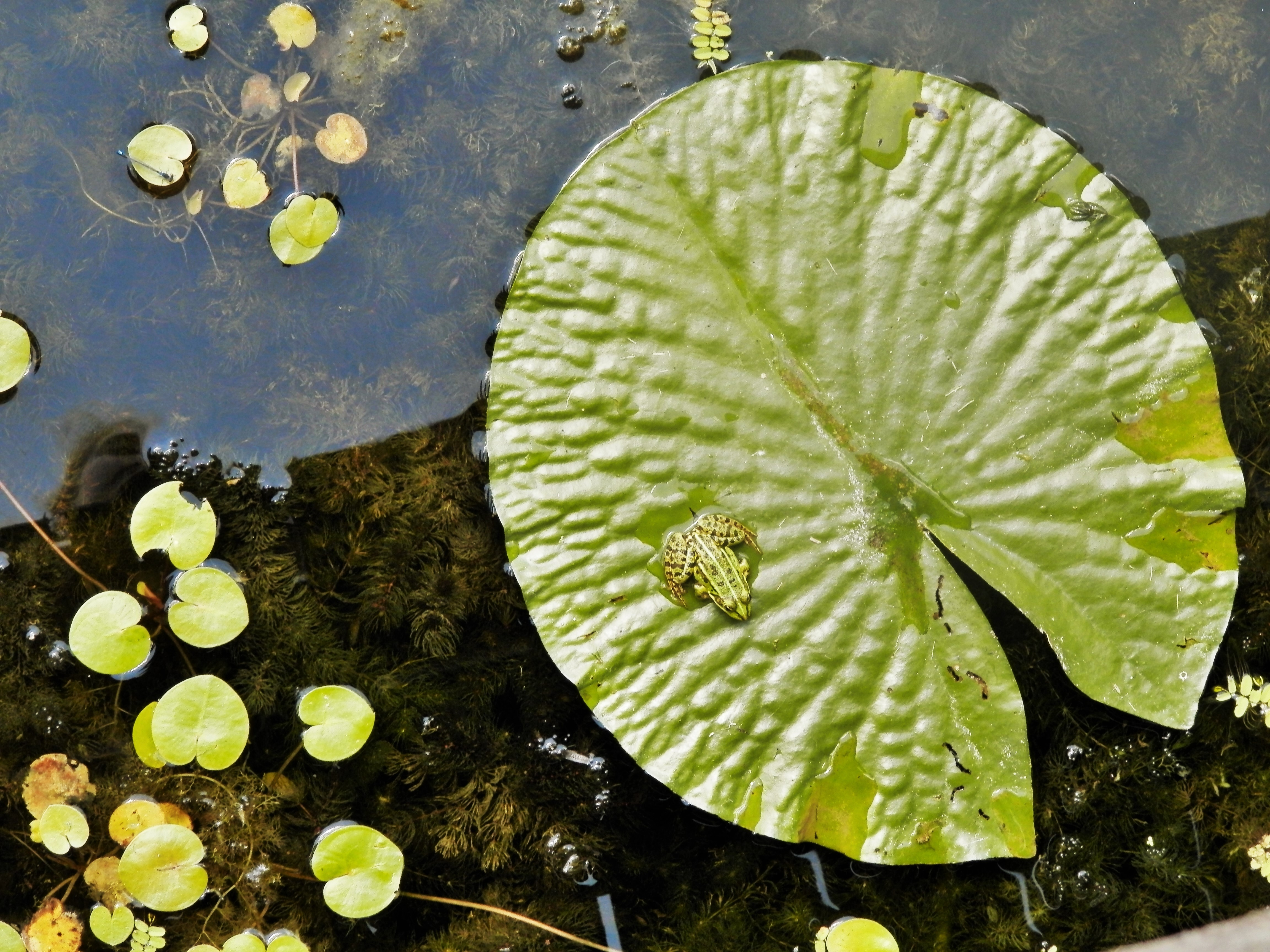
Roślinność wodna
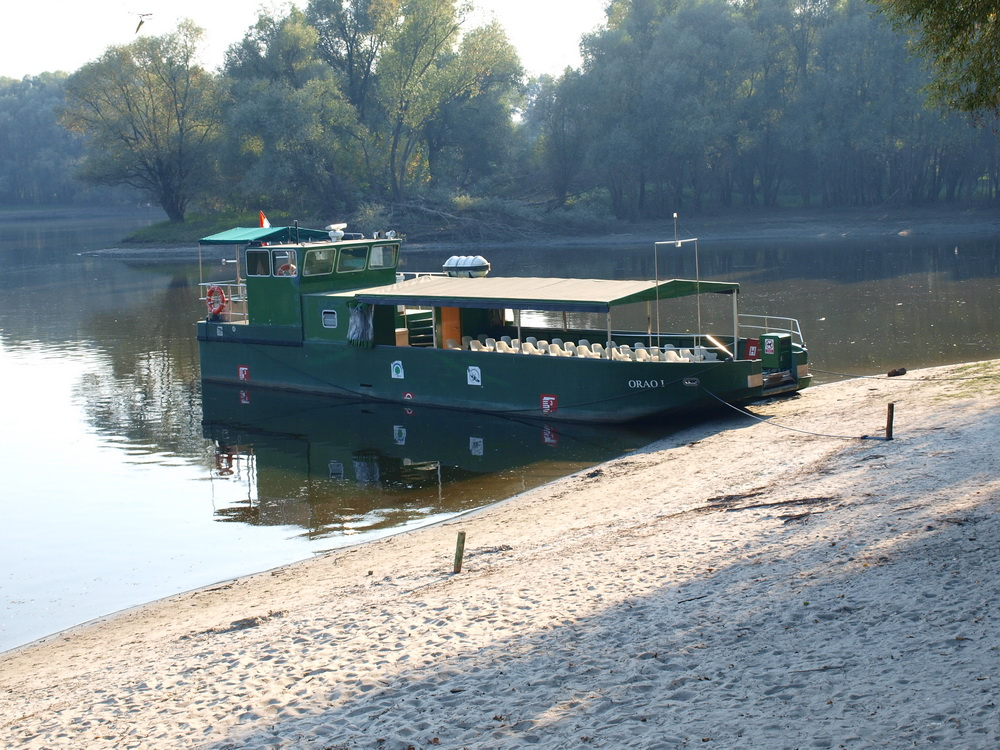
Statek wycieczkowy Orao I
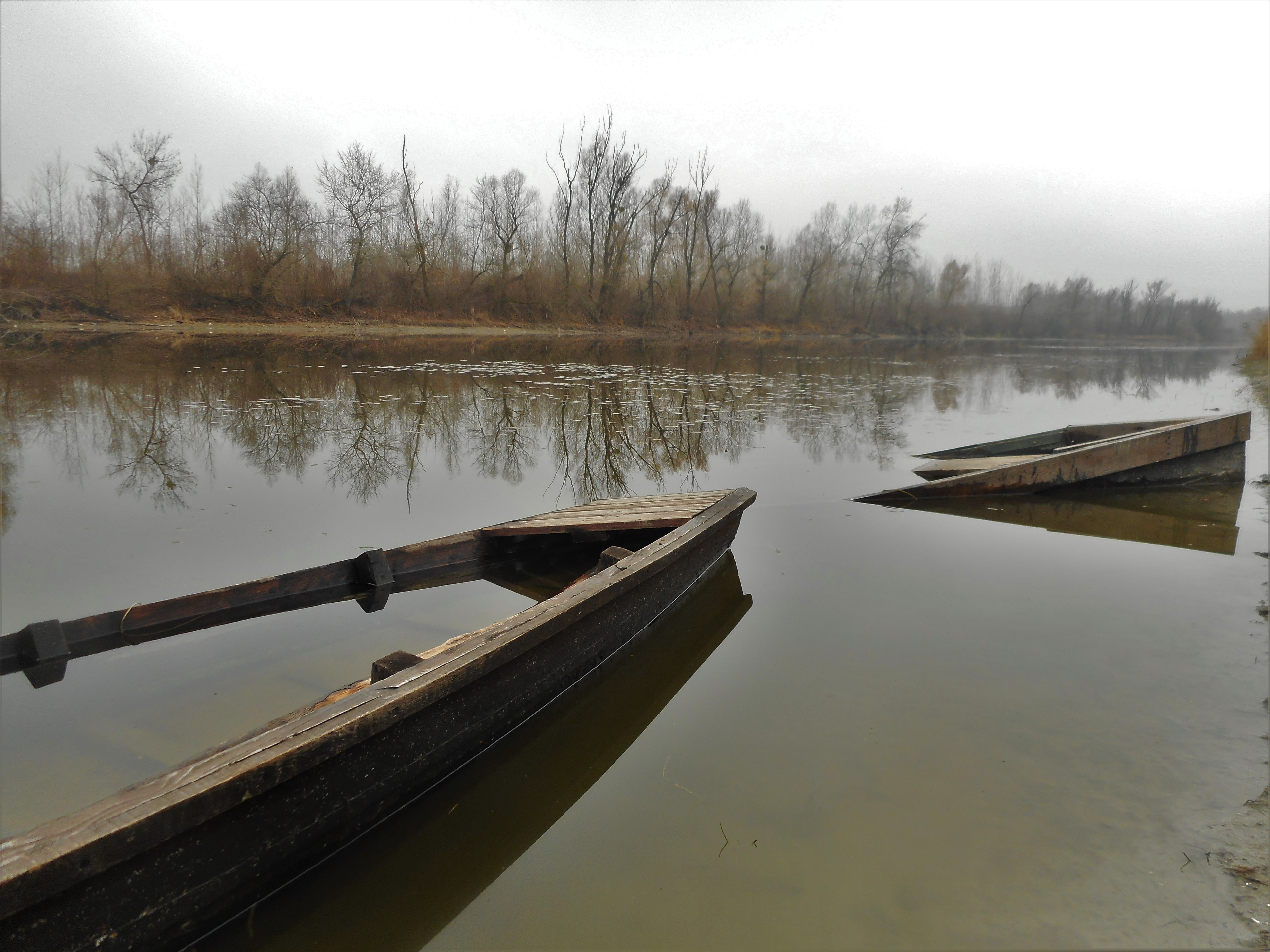
Podtopione łódki